# Mark Hateley
Mark Wayne Hateley (Derby, 1961. november 7. –) angol válogatott labdarúgó, edző.